# تريستان وإيزولت
قصة الحب الحزينة الخالدة التي تأخذ مكانها بجانب قيس وليلى وروميو وجوليت؛ امير واميرة حبيبان وتنانين وشراب سحري غامض، تلك هي أسطورة «تريستان وايزولدا» التي ألهمت «ريتشارد فاغنر-Richard Wagner»في أوبرا ايزولدا الخالدة، إحدى أروع المعزوفات في تاريخ الأوبرا.
يذهب «تريستان-Tristan» الشاب اليتيم والذي رباه عمه -مارك ملك كورنوال في ألمانيا- في رحلة إلى أيرلندا ليطلب يد الاميرة «إيزولدا-Isolde» الفاتنة للزواج من عمه الملك، في طريقة يقابل تريستان الشجاع التنين الجبار الذي يدمر البلاد فيقتله ويقبل ملك ايرلندا الزيجة مكافأة له.
لكن الاميرة الصغيرة لا تحب الملك التي خطبت له فتعطيها امها شرابًا سحريًا للحب وتأمرها أن تشربه بصحبة الملك . وفي رحلة عودة البطلان ( تريستان-Tristan و إيزولدا-Isolde ) على السفينة يشربا جرعة الحب التي أعدتها الملكة -لابنتها و للملك مارك - عن طريق الخطأ؛ ومن ثم يقعان في حب بعضهما البعض حب لا يقف أمامه عائق ولايكسره غير الموت ولكن حبهما لا يدمر ولائهم للملك.
يصل الحبيبان إلى ألمانيا وتتزوج إيزولدا من مارك ملك ألمانيا ، لكن علاقتها الآثمة بترستيان تستمر رغم إرادتهما وذالك بفعل الشراب السحري الذي يكسر جميع العوائق بينهما، يعرف العديد من الخدم والوزراء في القصر بالأمر ويحاولون الإيقاع بالحبيبين وإبلاغ الملك لكن الحبيبان يتمكنا من الهروب من الفخاخ التي وضعت لهم مرارًا، حتى يحصُل الملك أخيراً على ما يبدو دليلا على ذنبهم ويقرر عقابهم؛ تريستان يكون عقابه بالحرق حيًا وإيزولده بإرسالها لمعسكرات العبيد، ولكن تريستان في طريقة إلى ساحة الحرق يهرب بقفزة معجزة من قمة الكنيسة على منحدر قاتل ثم يذهب وينقذ إيزولدا.
يتمكن العشاق من الفرار إلى غابة «موريتز-Morrois» ويظلوا هناك حتى يجدهما مارك يومًا نائمان وبينهم سيف - دليل على مقاومتهم لقوة الشراب السحري- وبعد التوسل للملك يسامحهما ويوافق استعادة إيزولد كزوجته والسماح لمارك بمغادرة البلاد إلى «بريتاني-Brittany» فيُكسر التأثير السحري للشراب بابتعاد الحبيبان -«بعض نسخ الأسطورة تقول أن أثر الشراب أستمر لثلاثة أعوام فقط على كل حال وبعدها قرر الحبيبان الاستمرار بإرادتهم»- في بريتاني يتزوج تريستان من فتاة تسمى إيزولدا ذات الأيدي البيضاء ابنة دوق المدينة «لأجل اسمها وجمالها» لكنه يجعلها زوجته بالاسم فقط ولا يقربها.
فيما بعد يجرح تريستان بسلاح مسموم في معركة لإنقاذ سيدة غريبة من أيدي 6 فرسان يحاولون خطفها، على فراش الموت يرسل في طلب حبيبته إيزولدا من كورنل ( ألمانيا ) فقربها وحده قد ينقذه من الموت، فيرسل صديق له لإحضارها و يوصيه برفع شراع أبيض على السفينة إذا وافقت على المجيء، وأسود إذا رفضت. ويسأل تريستان المريض زوجته الغيوره- التي عرفت السر- على لون الشراع فتخبرهُ أنه أسود مع انه ابيض ، يموت تريستان حزنًا وقد ظن أن حبيبته رفضت القدوم لإنقاذه. فيما تسرع إيزولدا إلى مساعدة حبيبها فتصل متأخرًا بعد موته فتبكي على جسده وتموت حزنًا عليه في نفس اليوم. وتستمر أسطورة حبهما فتقول أن شجرتان نمتا فوق قبورهما وتشابكت فروعهما بحيث لا يمكن فصلها بأي وسيلة.

## __LEAD_SECTION__

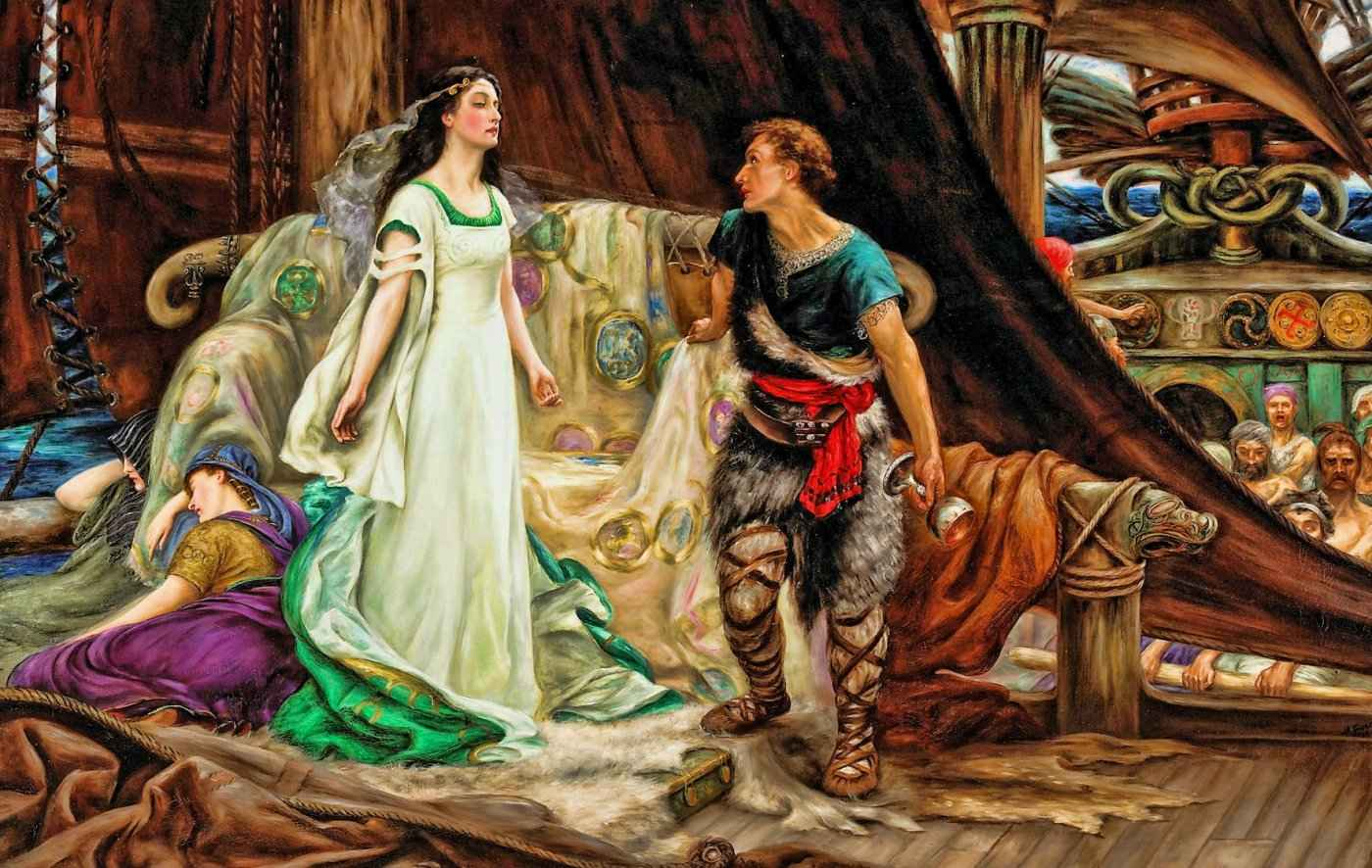
تريستان وإيزولد بقلم هربرت درابر (1901)

Tristan و Iseult ، والمعروفان أيضًا باسم Tristan و Isolde وأسماء أخرى ، هي قصة حب من القرون الوسطى تم سردها في العديد من الاختلافات منذ القرن الثاني عشر. استنادًا إلى أسطورة سلتيك وربما مصادر أخرى ، تعد الحكاية مأساة عن الحب غير المشروع بين فارس الكورنيش تريستان والأميرة الأيرلندية إيزولت . يصور مهمة تريستان لمرافقة إيزولت من أيرلندا للزواج من عمه ، الملك مارك من كورنوال . في الرحلة ، تناول تريستان وإيزولت جرعة حب ، وأثارا علاقة حب ممنوعة بينهما.
كان للقصة تأثير دائم على الثقافة الغربية . توجد نسخ مختلفة منه في العديد من النصوص الأوروبية بلغات مختلفة من العصور الوسطى. تتخذ الأمثلة المبكرة شكلين أساسيين: الفروع الملكية والمشتركة ، المرتبطة بقصائد القرن الثاني عشر لتوماس البريطاني وبيرول ، ويعتقد أن الأخير يعكس نسخة أصلية مفقودة الآن. ظهرت نسخة لاحقة في القرن الثالث عشر في أعقاب توسع نثر تريستان بشكل كبير ، حيث دمج الرومانسية تريستان مع أسطورة الملك آرثر . أخيرًا ، بعد الاهتمام المتجدد بعصر القرون الوسطى في القرن التاسع عشر تحت تأثير القومية الرومانسية ، استمرت القصة في الانتشار في العصر الحديث ، ولا سيما تكيف واغنر الأوبرالي .